# Giuli Alassania

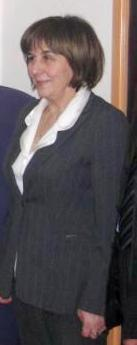
Giuli Alassania, 2006

Giuli Alassania (georgisch გიული ალასანია; * 11. November 1946 in Tiflis) ist eine georgische Historikerin. Die Professorin lehrte orientalische Geschichte an der Staatlichen Universität Tiflis. Sie ist die Mutter des georgischen Politikers Micheil Saakaschwili (* 1967); dieser war von Januar 2004 bis November 2013 Staatspräsident Georgiens.

## Leben
Sie wurde als Tochter der Medizinerin Mzia Tsereteli geboren, die von der königlichen Familie der Bagratiden in Georgien abstammt. Ihr Bruder ist Temur Alassania, Besitzer des Bergbauunternehmens Madneuli JSC.
Sie leitete die Abteilung für Quellenstudien des Instituts für Geschichte und Ethnographie an der Georgischen Akademie der Wissenschaften und verfasste über 90 Veröffentlichungen, einschließlich sechs Büchern über verschiedene Probleme der Geschichte Georgiens und der georgisch-türkischen Beziehungen.
An der Universität führte sie Seminare über die Geschichte Georgiens, des Nahen Ostens und der Türkei durch, war Redaktionsmitglied der vom schwedischen Zentrum für Soziale und Politische Studien herausgegebenen Zeitschrift Central Asia and the Caucasus und der in Istanbul verlegten Zeitschrift Dialog Avrazia.
Seit März 2005 ist Alassania Vorsitzende des Kuratoriums der Georgischen Universität für Sozialwissenschaften, die Nachwuchs für eine nach westlichen Maßstäben organisierte Verwaltung, Wirtschaft und Medien ausbilden will.
Sie ist zugleich Forschungsleiterin des georgischen Büros des Trans National Crime and Corruption Centers der American University in Georgien (TraCCC-Go), das sich mit der wissenschaftlichen Aufarbeitung von organisiertem Verbrechen und Korruption in Georgien befasst. Unter ihrer Anleitung werden Analysen und Strategiepapiere zum Energie- und Transportsektor, zum Schmuggel, zu den Hochschulen und zum Menschenhandel erstellt. Alassania entscheidet zugleich über die Vergabe von Stipendien.
Sie war Vizerektorin der Internationalen Schwarzmeer-Universität in Tiflis, die den georgisch-türkischen Studentenaustausch befördert. 1996 forschte sie im Rahmen eines Studienprogramms in den USA.
Alassania ist Vorsitzende der Organisation Georgische Diaspora – Brücke zur Welt.
Im Laufe ihrer akademischen Karriere veröffentlichte sie 130 Essays und 10 Monographien über verschiedenste Themen, wie zum Beispiel die Geschichte Georgiens und der Türkei. Sie ist Mitglied des Präsidiums der Georgischen Nationalen Akademie der Wissenschaften.

## Persönliches
Sie ist mit dem Mediziner Nikolos Saakaschwili verheiratet und hat drei Söhne, Giorgi, Nikolos und Micheil. Letzterer war von 2004 bis 2013 Präsident von Georgien.

## Schriften
- Klassifikacija gruzinskich pis'mennych istoričeskich istočnikov. Mecniereba, Tbilisi 1986
- Cqarot'mc'odneobis t'eoriuli problemebi. Mecniereba, T'bilisi 1988
- Parižskaja chronika. Izdat. Mecniereba, Tbilisi 1991, ISBN 5-520-01114-1
- Ap'xazet'is istoriis problemebi. T'bilisi 1998
- Political and cultural aspects of nationalism study. In: Kartvelian Heritage, Bd. IV